# Revue du crieur
La Revue du crieur, sous-titrée « Enquêtes sur les idées et la culture », est une revue intellectuelle française (un mook) fondée en 2015 combinant articles journalistiques et universitaires, orientée à gauche. Elle paraît deux fois par an, en avril et en octobre, jusqu'en novembre 2024.

## Orientation éditoriale et politique

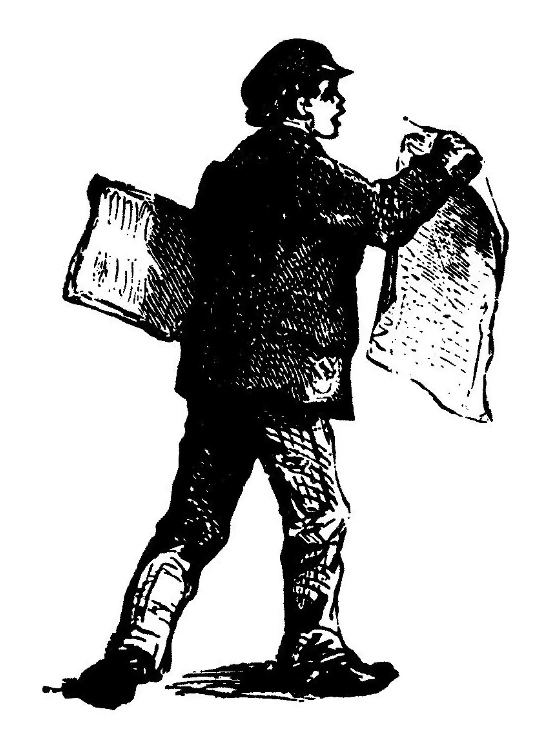
Gravure du crieur inspirant le logo

Coéditée par Mediapart et par les éditions La Découverte, la revue est dotée d'un logo de crieur de journaux qui fait référence à celui des Éditions Maspero, fondées par l'éditeur, écrivain et militant de gauche François Maspéro, dont elle revendique l'héritage,. Elle s'est fixé pour objectif d'« aborder de manière inédite le monde de la culture, des savoirs et des idées, en France et à l'étranger, dans toute sa diversité — les sciences, la littérature, l'art, le cinéma, le spectacle vivant, etc. — sans exclure ses formes les plus populaires », selon les termes de l'éditorial du premier numéro de la Revue signé par les fondateurs Hugues Jallon et Edwy Plenel, également publié sur le site Internet des éditions La Découverte.
Les auteurs contributeurs sont aussi bien des journalistes que des chercheurs et des universitaires ; on retrouve dans la Revue du crieur certaines des signatures de Regards, du Monde diplomatique et de Mediapart. La rédaction en chef est assurée conjointement par Joseph Confavreux (Mediapart) et Rémy Toulouse (La Découverte).
Les fondateurs de la revue veulent mener un combat des idées, dans un contexte où ils considèrent qu'il existe « une trahison de certains clercs », tels Marcel Gauchet ou Michel Onfray, qui, en dépit de leur positionnement supposé à gauche, seraient symptomatiques d'une « droitisation du champ intellectuel ».
Gaël Brustier estime en 2017 qu'« en sept numéros, La Revue du crieur s’est [...] imposée comme une revue phare de cet univers intellectuel et politique » que constitue la « gauche hors les murs ». Aude Dassonville qualifie dans Le Monde cette revue de « singulière », en ce qu'elle allie « éclectisme et engagement des « enquêtes sur les idées et la culture », acuité du décryptage, profondeur de l’analyse, prééminence des formats longs ». 
En novembre 2024, Mediapart et les éditions La Découverte mettent fin à la publication de la Revue du crieur. Le vingt-cinquième et dernier numéro de la revue paraît le 14 novembre 2024,. Il est intitulé « La solitude de Gaza », et, selon le résumé qu'en fait Youness Bousenna dans Le Monde, propose « une enquête sur le camp de la paix en Israël [et] des réflexions fouillées sur les termes les plus inflammables du débat » . Dans Politis, Olivier Doubre regrette la fin de ce journal qu'il qualifie de « précieuse ressource pour penser notre monde contemporain, ses affres et autres tentations autoritaires ».
CB News décrit la revue comme une « publication engagée très à gauche ». Son arrêt selon une porte-parole de La Découverte est dû à « des conditions économiques qui font que les ventes au numéro se réduisent ».

## Critiques
Pour Marianne, la revue réunirait « le meilleur (et le pire) de Mediapart ». Le meilleur dans ses enquêtes, le pire dans son « obsession anti-réactionnaire ». Les contributeurs, qualifiés par Marianne de « vieux routiers de l'épopée anti-fasciste » poursuivraient une « guerre picrocholine contre l'islamophobie ». Loin d'être « sans chapelle » comme elle le prétend, la revue incarnerait une « gauche radicale, incapable de nommer les choses », ne sachant « se définir autrement que dans l’affrontement systématique, ou que de s'indigner dans un “pathos négatif” ».

## Numéros remarqués
- N° 14, « Révolutions des révolutions », 2019[15].
- N° 20, « Le pouvoir de décrire », 2020[16].
- N° 21, « Les angles morts de la guerre d’Ukraine », 2022[17]
- N° 24, « Droites radicales : 50 nuances de brun », 2024[18].
- N° 25, « La solitude de Gaza », 2024[12],[11].